# 77. ročník udílení Oscarů
77. ročník udílení Oscarů proběhl 27. února 2005 v Kodak Theatre (Los Angeles) a udílel ocenění pro nejlepší filmařské počiny roku 2004. Udílely se ceny ve 24 kategoriích a producentem byl Gil Cates († 2011). Večer moderoval Chris Rock.

## Průběh večera
Chrise Rocka vypral pro roli hlavního moderátora producent Gil Cates, který o něm řekl, že dokáže diváka vždy rozesmát a vždy dokáže říct něco zábavného. Podle něj také „představuje to nejlepší z nové generace komiků“. Chris Rock se tak stal prvním člověkem afroamerického původu, který byl hlavním moderátorem udílení Cen Akademie. Večer se ale nakonec nestal příliš úspěšným, například televizní kritik Robert Bianco napsal, že 77. ročník udílení Oscarů pro něj bylo zklamáním a Chris Rock byl tím nejhorším moderátorem, jakého Cena Akademie zažila. Navíc označil Rockovy vtipy za trapné. Na druhou stranu, objevily se i kladná hodnocení Rockova výkonu. Frazier Moore jeho projev označil jako svěží a moderní.
Ceny za jednotlivé kategorie předávaly například Halle Berryová (cena za nejlepší výpravu), Renée Zellweger (nejlepší herec ve vedlejší roli), Robin Williams (nejlepší animovaný film), John Travolta (nejlepší hudba), Prince (nejlepší píseň), Leonardo DiCaprio (nejlepší dokument), Adam Sandler (nejlepší adaptovaný scénář), Charlize Theron (nejlepší herec) nebo Jeremy Irons (nejlepší krátký hraný film)

## Nominace a vítězové
Nejvíce nominací měl film Letec v hlavní roli s Leonardem DiCapriem, celkem se jednalo o devět nominací. Získal jich ale jen pět. Dalšími často nominovanými počiny byl film Clinta Eastwooda Million Dollar Baby (4 proměněné nominace) nebo Ray (dvě ceny). Právě Clint Eastwood se ve věku 74 let stal nejstarším vítězem ocenění pro nejlepší režii v historii Cen Akademie. Jamie Foxx byl zase jedinečný tím, že byl nominován na Oscara za dva filmy: v případě filmu Ray byl nominován na nejlepšího hlavního herce a nominaci proměnil, nominaci na nejlepšího vedlejšího herce ze snímku Collateral ale získal Morgan Freeman.
Cate Blanchettová získala Cenu Akademie za její roli Katharine Hepburnové ve filmu Letec. Sama Hepburnová získala za svůj život čtyři Oscary pro nejlepší herečku.
Čestného Oscara (anglicky Academy Honorary Award) získal Sidney Lumet († 2011), americký režisér, jako uznání za jeho dlouhodobou práci ve filmu a celkovému přínosu.

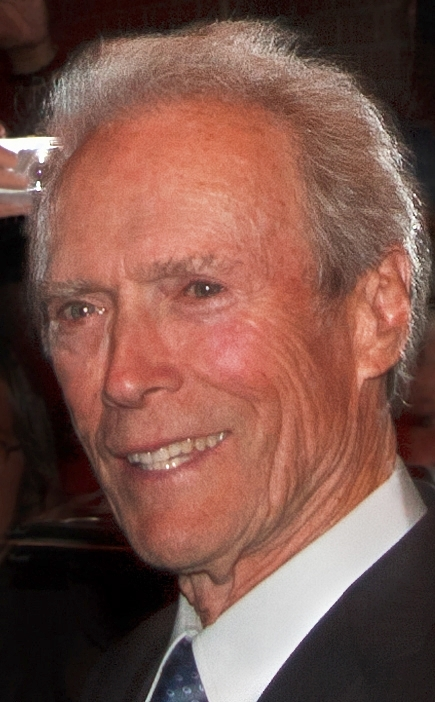
Clint Eastwood: držitel ceny pro nejlepšího režiséra nominovaný i na cenu pro nejlepšího herce

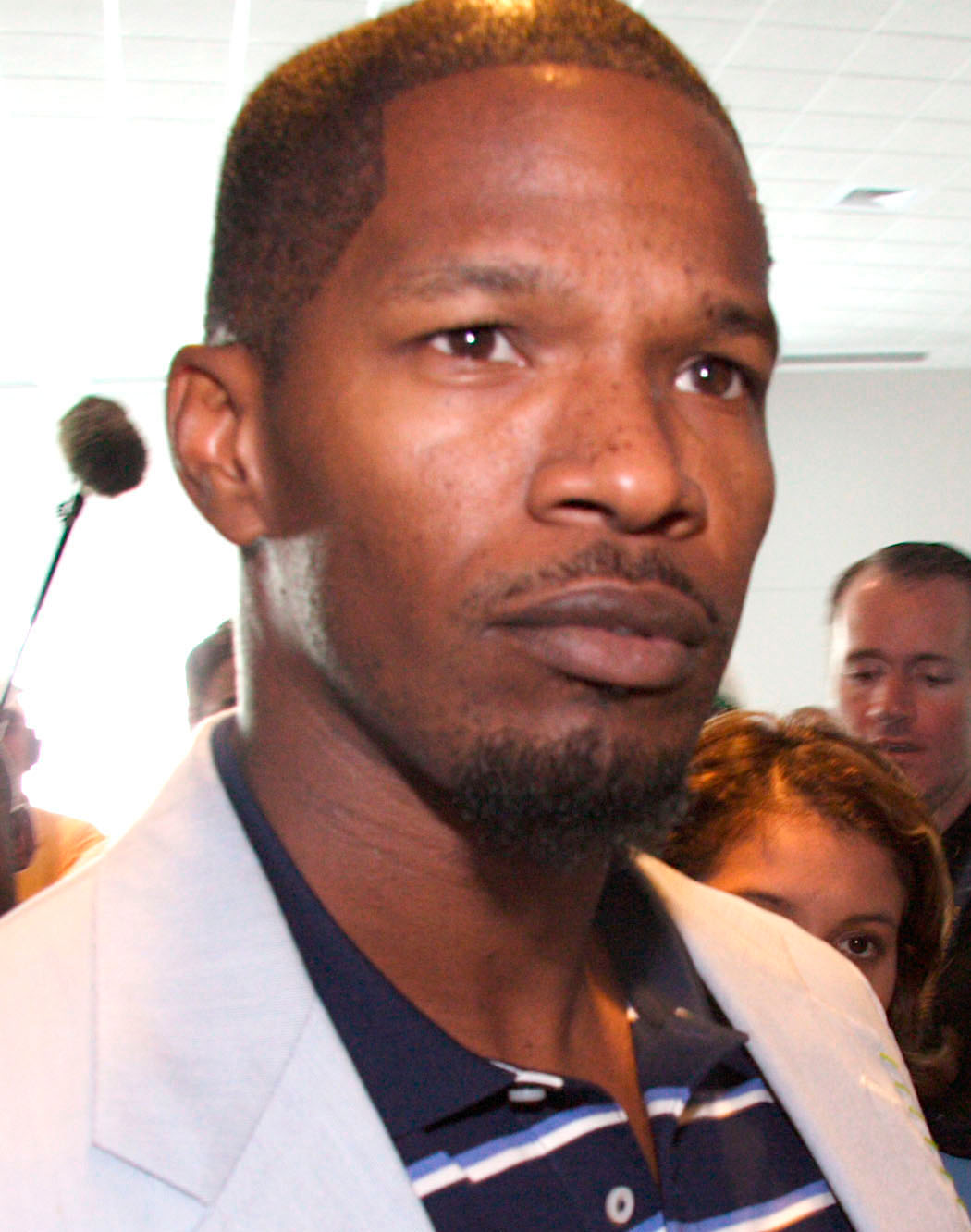
Jamie Foxx, který získal ocenění pro nejlepšího herce v hlavní roli

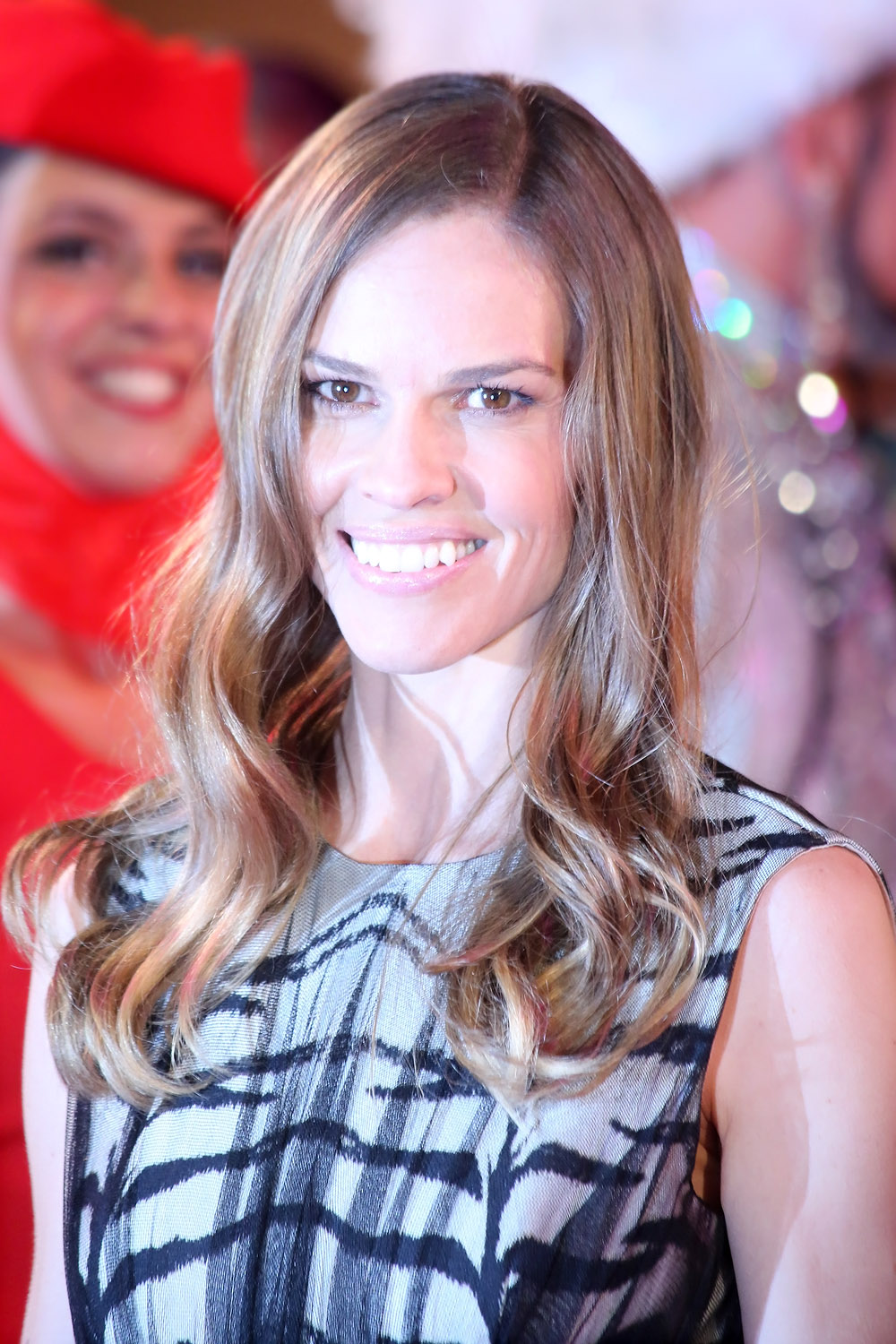
Hilary Swanková, držitelka Oscara pro nejlepší herečku v hlavní roli

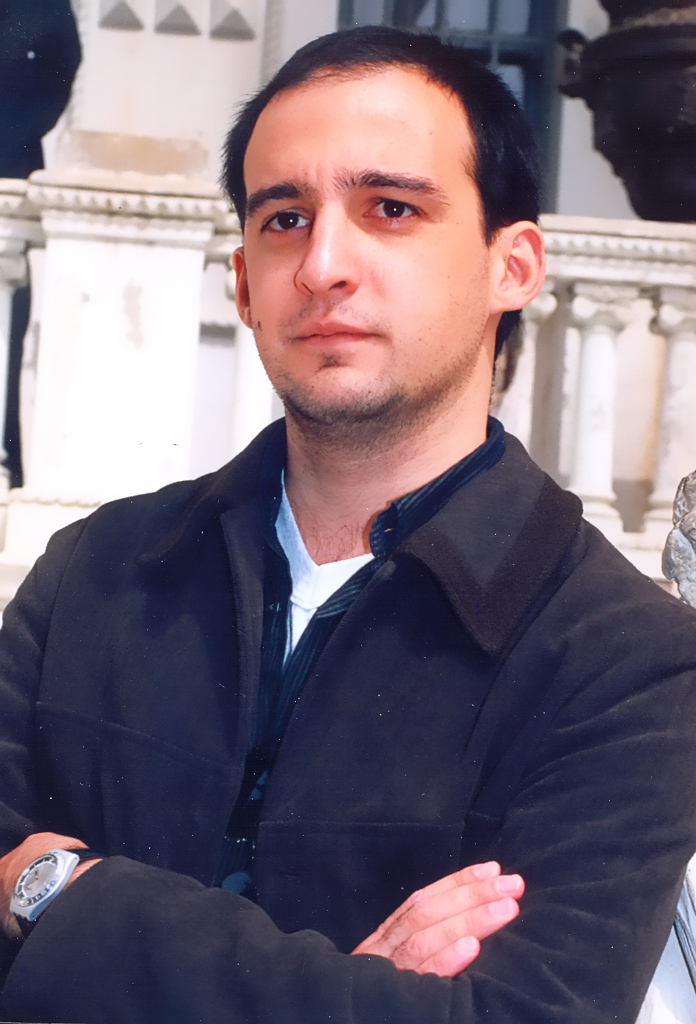
Alejandro Amenábar, režisér nejlepšího cizojazyčného filmu Hlas moře

Vítězové v dané kategorii jsou uvedeni tučně.
| Nejlepší film | Nejlepší režie |
| --- | --- |
| - Million Dollar Baby – Clint Eastwood, Albert S. Ruddy, Tom Rosenberg - Letec – Graham King a Michael Mann - Hledání Země - Nezemě – Richard N. Gladstein a Nellie Bellflower - Ray – Taylor Hackford, Howard Baldwin a Stuart Benjamin - Bokovka – Michael London                | - Clint Eastwood – Million Dollar Baby - Martin Scorsese – Letec - Taylor Hackford – Ray - Alexander Payne – Bokovka - Steven Spielberg – Vera Drake - Žena dvou tváří |
| Nejlepší herec (muzikál nebo komedie) | Nejlepší herečka (muzikál nebo komedie) |
| - Jamie Foxx – Ray jako Ray Charles - Don Cheadle – Hotel Rwanda jako Paul Rusesabagina - Johnny Depp – Hledání Země - Nezemě jako J. M. Barrie - Leonardo DiCaprio – Letec jako Howard Hughes - Clint Eastwood – Million Dollar Baby jako Frankie Dunn                            | - Hilary Swank – Million Dollar Baby jako Margaret Maggie Fitzgeraldová - Annette Bening – Božská Julie jako Julia Lambertová - Catalina Sandino Moreno – Maria milostiplná jako María Álvarezová - Imelda Staunton – Vera Drake - Žena dvou tváří jako Vera Drake - Kate Winslet – Věčný svit neposkvrněné mysli jako Clementine Kruczynski                                                           |
| Nejlepší herec ve vedlejší roli | Nejlepší herečka ve vedlejší roli |
| - Morgan Freeman – Million Dollar Baby jako Eddie Dupris - Alan Alda – Letec jako Owen Brewster - Thomas Haden Church – Bokovka jako Jack Cole - Jamie Foxx – Collateral jako Max Durocher - Clive Owen – Na dotek jako Larry Grey                                                 | - Cate Blanchett – Letec jako Katharine Hepburnová - Laura Linneyová – Kinsey jako Clara McMillen - Virginia Madsen – Bokovka jako Maya Randall - Sophie Okonedo – Hotel Rwanda jako Tatiana Rusesabagina - Natalie Portman – Na dotek jako Alice Ayres/Jane Jones |
| Nejlepší původní scénář | Nejlepší adaptovaný scénář |
| - Věčný svit neposkvrněné mysli – Charlie Kaufman, Michel Gondry a Pierre Bismuth - Letec – John Logan - Hotel Rwanda – Terry George a Keir Pearson - Úžasňákovi – Brad Bird - Vera Drake - Žena dvou tváří – Mike Leigh                                                           | - Bokovka – Alexander Payne a Jim Taylor - Před soumrakem – Ethan Hawke, Richard Linklater, Julie Delpy a Kim Krizan - Hledání Země - Nezemě – David Magee - Million Dollar Baby – Paul Haggis - Motocyklové deníky – José Rivera |
| Nejlepší animovaný film | Nejlepší cizojazyčný film |
| - Úžasňákovi – Brad Bird - Příběh žraloka – Bill Damaschke - Shrek 2 – Mike Johnson a Andrew Adamson | - Hlas moře (Španělsky) – Alejandro Amenábar - Slavíci v kleci (Francouzsky) – Christophe Barratier - Pád Třetí říše (Německy) – Oliver Hirschbiegel - Yesterday (Zulusky) – Darrell Roodt - Tak jako v nebi (Švédsky) – Kay Pollak |
| Nejlepší dokument | Nejlepší krátký dokument |
| - Born Into Brothels: Calcutta's Red Light Kids – Ross Kauffman a Zana Briski - Příběh o uplakaném velbloudovi – Luigi Falorni a Byambasuren Davaa - Super Size Me – Morgan Spurlock - Tupac: Vzkříšení – Lauren Lazin a Karolyn Ali - Twist of Faith – Kirby Dick a Eddie Schmidt | - Mighty Times: The Children's March – Robert Houston a Robert Houston - Autism is a World – Gerardine Wurzburg - Děti ze stanice Leningradská – Hanna Polak a Andrzej Celinski - Hardwood – Hubert Davis a Erin Faith Young - Sister Rose's Passion – Oren Jacoby a Steve Kalafer |
| Nejlepší krátký hraný film | Nejlepší krátký animovaný film |
| - Vosa – Andrea Arnold - Everything in This Country Must – Gary McKendry - Little Terrorist – Ashvin Kumar - 7:35 de la mañana – Nacho Vigalondo - Dvě auta, jedna noc – Taika Waititi a Ainsley Gardiner                                                                          | - Ryan – Chris Landreth - Birthday Boy – Sejong Park a Andrew Gregory - Gopher Broke – Jeff Fowler a Tim Miller - Guard Dog – Bill Plympton - Lorenzo – Mike Gabriel a Baker Bloodworth |
| Nejlepší hudba | Nejlepší píseň |
| - Hledání Země - Nezemě – Jan A. P. Kaczmarek - Vesnice – James Newton Howard - Umučení Krista – John Debney - Harry Potter a vězeň z Azkabanu – John Williams - Lemony Snicket: Řada nešťastných příhod – Thomas Newman                                                           | - Al otro lado del río z Motocyklové deníky – Jorge Drexler - Learn to Be Lonely z Fantom Opery – Andrew Lloyd Webber a Charles Hart - Believe z Polární expres – Glen Ballard a Alan Silvestri - Look to Your Path z Slavíci v kleci – Bruno Coulais a Christophe Barratier - Accidentally in Love z Shrek 2 – A. Duritz, Ch. Gillingham, J. Bogios, D. Immergluck, M. Malley, D. Bryson a D. Vickrey |
| Nejlepší zvukové efekty | Nejlepší zvuk |
| - Úžasňákovi – Michael Silvers a Randy Thom - Spider-Man 2 – Paul N.J. Ottosson - Polární expres – Randy Thom a Dennis Leonard | - Ray – Scott Millan, Greg Orloff, Bob Beemer a Steve Cantamessa - Úžasňákovi – Randy Thom, Gary Rizzo a Doc Kane - Letec – Tom Fleischman a Petur Hliddal - Spider-Man 2 – Kevin O'Connell, Greg P. Russell, Jeffrey J. Haboush a Joseph Geisinger - Polární expres – Randy Thom, Tom Johnson, Dennis Sands a William Kaplan                                                                          |
| Nejlepší výprava | Nejlepší kamera |
| - Letec – Dante Ferretti a Francesca Lo Schiavo - Příliš dlouhé zásnuby – Aline Bonetto - Fantom Opery – Anthony Pratt a Celia Bobak - Hledání Země - Nezemě – Gemma Jackson a Trisha Edwards - Lemony Snicket: Řada nešťastných příhod – Rick Heinrichs a Cheryl Carasik          | - Letec – Robert Richardson - Příliš dlouhé zásnuby – Bruno Delbonnel - Umučení Krista – Caleb Deschanel - Fantom Opery – John Mathieson - Klan létajících dýk – Zhao Xiaoding |
| Nejlepší masky | Nejlepší kostýmy |
| - Lemony Snicket: Řada nešťastných příhod – Valli O'Reilly a Bill Corso - Umučení Krista – Keith Vanderlaan a Christien Tinsley - Hlas moře – Jo Allen a Manolo García | - Letec – Sandy Powell - Hledání Země - Nezemě – Alexandra Byrne - Troja – Bob Ringwood - Lemony Snicket: Řada nešťastných příhod – Colleen Atwood - Ray – Sharen Davis |
| Nejlepší střih | Nejlepší vizuální efekty |
| - Letec – Thelma Schoonmaker - Collateral – Jim Miller a Paul Rubell - Million Dollar Baby – Joel Cox - Hledání Země - Nezemě – Matt Chesse - Ray – Paul Hirsch | - Spider-Man 2 – John Dykstra, Scott Stokdyk, Anthony LaMolinara a John Frazier - Já, robot – John Nelson, Andrew R. Jones, Erik Nash a Joe Letteri - Harry Potter a vězeň z Azkabanu – Roger Guyett, Tim Burke, John Richardson a Bill George |